# Al-Radi Abu Khalid Yazid
Ar-Radi Abu-Khàlid Yazid ibn Muhàmmad ibn al-Mútamid ibn Abbad fou rei de Ronda per designació del seu pare Muhàmmad ibn Abbad al-Mútamid de Sevilla. Fou també un poeta notable. El 1086 el seu pare el va nomenar governador d'Algesires; però desembarcats els amazics (desembarcat en ajut dels regnes de taifa contra el perill cristià) va abandonar la ciutat i es va retirar a Ronda, on va exercir com a virtual rei. La victòria almoràvit a la batalla de Sagrajas (o batalla d'az-Zal·laqa) el 23 d'octubre de 1086 li va donar un respir contra els cristians, però l'amenaça va retornar aviat. El 1088 el seu pare el va enviar contra els cristians que devastaven Llorca però fou derrotat i al-Mutamid va haver de demanar altre cop l'ajut almoràvit; però aquests el setembre de 1091 van annexionar Sevilla. Ronda era inexpugnable però al-Radi es va rendir a petició del seu pare i fou executat pel cap militar Gharur.